# Робінсон-Міллс (Каліфорнія)
Робінсон-Міллс (англ. Robinson Mill) — переписна місцевість (CDP) в США, в окрузі Б'ютт штату Каліфорнія. Населення — 89 осіб (2020).

## Географія
Робінсон-Міллс розташований за координатами 39°29′8″ пн. ш. 121°19′13″ зх. д. / 39.48556° пн. ш. 121.32028° зх. д. (39.485626, -121.320164).  За даними Бюро перепису населення США в 2010 році переписна місцевість мала площу 3,41 км², уся площа — суходіл.

## Демографія
Згідно з переписом 2010 року, у переписній місцевості мешкало 80 осіб у 37 домогосподарствах у складі 22 родин. Густота населення становила 23 особи/км².  Було 45 помешкань (13/км²).
Расовий склад населення:
| - 92,5 % — білих - 1,3 % — вихідців з тихоокеанських островів - 1,3 % — корінних американців |

До двох чи більше рас належало 5,0 %. Частка іспаномовних становила 13,8 % від усіх жителів.
За віковим діапазоном населення розподілялося таким чином: 10,0 % — особи молодші 18 років, 73,7 % — особи у віці 18—64 років, 16,3 % — особи у віці 65 років та старші. Медіана віку мешканця становила 53,8 року. На 100 осіб жіночої статі у переписній місцевості припадало 95,1 чоловіків;  на 100 жінок у віці від 18 років та старших — 105,7 чоловіків також старших 18 років.
Цивільне працевлаштоване населення становило 0 осіб. 